# Споживче товариство

## Створення споживчого товариства
1. Первинною ланкою споживчої кооперації є споживче товариство - самостійна, демократична організація громадян, які на основі добровільності членства і взаємодопомоги за місцем проживання або роботи об'єднуються для спільного господарювання з метою поліпшення свого економічного і соціального стану.
2. Основним документом, що регулює діяльність споживчого товариства, є статут. У ньому визначаються порядок вступу до товариства і виходу з нього, права та обов'язки членів товариства, його органи управління, контролю та їх компетенція, порядок утворення майна товариства і розподілу прибутку, умови реорганізації і ліквідації товариства та інші положення, що не суперечать законодавчим актам України.
3. Споживче товариство вважається створеним, визнається юридичною особою і може здійснювати господарську та іншу діяльність з дня його державної реєстрації.

## Членство, основні права та обов'язки членів споживчого товариства
Членство у споживчому товаристві може бути індивідуальним і колективним.
1. Індивідуальними членами споживчого товариства можуть бути громадяни, які досягли 16-річного віку і виявили бажання брати участь у здійсненні цілей і завдань споживчого товариства. Членами учнівських споживчих товариств, що створюються при загальноосвітніх школах та інших навчальних закладах, можуть бути особи, які досягли 14-річного віку.
2. Колективними членами споживчого товариства можуть бути фермерські господарства, колективні сільськогосподарські підприємства, господарські товариства, кооперативні, державні та інші підприємства, що поділяють його цілі та інтереси.
3. Господарські відносини між споживчим товариством і його колективним членом будуються на договірних засадах. Споживче товариство не відповідає за зобов'язаннями свого колективного члена, а останній відповідає за зобов'язаннями товариства в межах його пайового внеску.
4. Член споживчого товариства має право:
- брати участь у діяльності споживчого товариства, обирати і бути обраним до його органів управління і контролю, вносити пропозиції щодо поліпшення діяльності товариства та усунення недоліків у роботі його органів і посадових осіб;
- на перевагу у придбанні товарів і одержанні послуг у магазинах та інших підприємствах споживчої кооперації;
- одержувати частку прибутку, що розподіляється за результатами господарської діяльності між членами споживчого товариства відповідно до їх пайового внеску;
- бути прийнятим у першочерговому порядку на роботу в споживче товариство відповідно до освіти і професійної підготовки та одержувати направлення в навчальні заклади, в тому числі на правах господарського стипендіата на договірних засадах.

Загальні збори (збори уповноважених) можуть встановлювати для членів споживчого товариства й інші переваги, а також пільгові умови користування послугами кооперативних підприємств та установ.
5. Член споживчого товариства зобов'язаний дотримувати статуту, виконувати свої обов'язки перед споживчим товариством, пов'язані з участю в його діяльності, та рішення загальних зборів, виборних органів управління і контролю.
6. Член споживчого товариства відповідає за зобов'язаннями споживчого товариства лише в межах внесеного ним обов'язкового пайового внеску, якщо інше не передбачено статутом. 

## Вищий орган управління споживчого товариства
1. Вищим органом управління споживчого товариства є загальні збори його членів, які приймають статут, визначають розміри вступного і обов'язкового пайового внеску, обирають керівні та контрольні органи товариства, а також вирішують інші питання, пов'язані з його діяльністю.
2. Кожний член користується на загальних зборах споживчого товариства правом одного голосу незалежно від розміру внесеного ним пайового внеску, і це право не може бути передано іншим особам.
3. Для оперативного вирішення питань, що належать до компетенції загальних зборів споживчих товариств (крім питань прийняття статуту, ліквідації, реорганізації та виходу із спілки), можуть скликатися збори уповноважених. 

## Створення спілок та їх органи управління
1. Споживчі товариства можуть на добровільних засадах 
об'єднуватися в місцеві спілки, Центральну спілку споживчих 
товариств України, і мають право вільного виходу з них.
Взаємовідносини між споживчими товариствами та їх спілками 
будуються на договірних засадах. Товариства можуть делегувати 
спілкам частину своїх повноважень та виконання окремих функцій.
2. Спілки споживчих товариств виходячи з делегованих їм прав 
можуть представляти і захищати інтереси споживчих товариств, їх 
членів та обслуговуваного населення у відповідних державних та 
інших органах, а також у міжнародних організаціях; подавати 
споживчим товариствам практичну допомогу в здійсненні 
господарської діяльності, впровадженні в практику досягнень 
науково-технічного прогресу, передового досвіду; проводити 
науково-дослідні і дослідно-конструкторські роботи, підготовку та 
підвищення кваліфікації кадрів; вирішувати господарські спори між 
організаціями і підприємствами споживчої кооперації; вести власну 
господарську діяльність, спрямовану на створення необхідної 
виробничої та соціальної інфраструктури споживчої кооперації.
3. Вищим органом управління спілки є з'їзд (конференція), 
який приймає статут, обирає розпорядчі, виконавчі та контрольні 
органи, вирішує інші питання діяльності спілки. Взаємодія і 
підпорядкованість розпорядчих, виконавчих та контрольних органів 
спілки визначається статутом.
4. Спілка визнається юридичною особою і може здійснювати 
господарську та іншу не заборонену чинним законодавством 
діяльність з дня її державної реєстрації. Вона не відповідає за 
зобов'язаннями споживчих товариств і не має щодо них розпорядчих 
функцій.

## Основи господарської діяльності
1. Споживчі товариства та їх спілки самостійно розробляють 
програми економічного і соціального розвитку, розглядають і 
затверджують їх на загальних зборах (зборах уповноважених), 
конференціях, з'їздах, радах. Вони мають повну господарську 
самостійність, покривають свої витрати за рахунок доходів від 
своєї господарської діяльності та забезпечують схоронність 
власності споживчої кооперації.
2. Споживчі товариства та їх спілки виходячи з статутних 
вимог мають право:
- створювати (реорганізовувати, ліквідовувати) для здійснення

своїх статутних завдань будь-які підприємства, установи, 
організації, біржі, комерційні банки, фінансово-розрахункові 
центри, страхові товариства та інші об'єкти, діяльність яких не 
суперечить законам України;
- вступати як засновники або учасники до господарських

товариств, спільних підприємств, асоціацій та інших об'єднань для 
розв'язання господарських і соціальних завдань;
- придбавати майно державних підприємств та підприємств,

створених на інших формах власності, а також інше майно і майнові 
права;
- одержувати у встановленому порядку земельні ділянки у

користування. ( Абзац п'ятий пункту 2 статті 11 із змінами, 
внесеними згідно із Законом N 3180-XII ( 3180-12 ) від 05.05.93 )
3. Організації та підприємства споживчої кооперації формують 
товарні та матеріально-технічні ресурси за рахунок закупівель на 
договірних засадах у підприємств (виробників), в оптовій торгівлі, 
на біржах, аукціонах, шляхом заготівель сільськогосподарської 
продукції і сировини у громадян, фермерських господарств, 
колективних сільськогосподарських підприємств, радгоспів, 
виробництва товарів на власних підприємствах та з інших джерел, не 
заборонених чинним законодавством. ( Абзац перший пункту 3 статті 
11 із змінами, внесеними згідно із Законом N 2454-IV ( 2454-15 ) 
від 03.03.2005 )
Забезпечення споживчої кооперації централізовано 
розподілюваними ресурсами здійснюється в тому ж порядку, що і 
забезпечення підприємств агропромислового комплексу України. 

## Доходи і ціноутворення
1. Доходи споживчих товариств  та  їх  спілок  формуються  за 
рахунок коштів, одержуваних в результаті господарської діяльності, 
продажу цінних паперів та інших надходжень.
Після платежів у бюджет  та  інших  обов'язкових  відрахувань 
прибуток розподіляється загальними зборами членів споживчого 
товариства (зборами уповноважених) та радами відповідних спілок 
згідно з їх статутами.
2. Споживчі товариства, спілки та їх підприємства  самостійно 
або на договірних засадах встановлюють вільні ціни і тарифи на 
продукцію виробничо-технічного призначення, сировину, 
сільгосппродукцію і товари народного споживання, що виробляються і 
закуповуються ними, надані послуги виходячи з попиту і пропозицій, 
за винятком продукції, товарів і послуг, на які передбачено 
державне регулювання цін і тарифів. 

## Розрахунки і кредити
1. Споживчі товариства, спілки та їх підприємства мають право 
відкривати на свій вибір у будь-якій установі банку поточні та 
вкладні (депозитні) рахунки, вільно розпоряджатися коштами, що є 
на цих рахунках. ( Пункт 1 статті 13 із змінами, внесеними згідно 
із Законом N 2921-III ( 2921-14 ) від 10.01.2002 )
2. Списання коштів з рахунків споживчих товариств, спілок  та 
їх підприємств може провадитися тільки за їх згодою або за 
рішенням судових органів.
3. Споживчі товариства, спілки та їх підприємства мають право 
одержувати в установах банків, у підприємств і організацій позички 
та несуть повну відповідальність за додержання кредитних договорів 
і розрахункової дисципліни. 

## Соціальна підтримка членів і працівників споживчої кооперації
1. Споживчі товариства та  їх  спілки  сприяють  забезпеченню 
зайнятості населення шляхом створення робочих місць, розширення 
мережі підприємств, застосування гнучкого режиму праці, 
організації професійної підготовки, перепідготовки та підвищення 
кваліфікації працівників, передусім тих, які є членами споживчих 
товариств.
2.  Споживчі  товариства,  їх  спілки  та  підпорядковані  їм 
підприємства мають право наймати та звільняти працівників, у тому 
числі за контрактами, у випадках, передбачених законами України, 
самостійно встановлювати форми, системи і розміри оплати праці 
осіб, які працюють за наймом. ( Абзац перший пункту 2 статті 14 із 
змінами, внесеними згідно із Законом N 2401-III ( 2401-14 ) від 
26.04.2001 ) 
Споживчі товариства та їх спілки гарантують своїм працівникам 
оплату праці відповідно до професії, кваліфікації та особистого 
трудового внеску, належні умови праці, а також 
забезпечують соціально-економічні гарантії, передбачені 
законодавством України.
3. Дисциплінарні стягнення (включаючи звільнення з роботи) на 
осіб, які займають виборні платні посади в споживчому товаристві 
або спілці споживчих товариств та їх відсторонення від роботи 
застосовуються в порядку, передбаченому їх статутами та чинним 
законодавством.
4.  Організації  та   підприємства    споживчої    кооперації 
забезпечують для працівників безпечні умови праці, у встановленому 
законодавством України порядку несуть відповідальність за шкоду, 
заподіяну здоров'ю та працездатності працівників. Для охорони 
здоров'я і профілактики захворювань працівників у системі 
споживчої кооперації створюється мережа лікувально-профілактичних, 
санаторно-курортних та оздоровчих закладів.

## Облік, звітність, контроль
1.  Споживчі товариства та їх спілки ведуть облік результатів 
своєї діяльності, складають статистичну інформацію та 
адміністративні дані у порядку, встановленому законодавством, і 
несуть відповідальність за їх достовірність. Вимога іншої 
інформації, не встановленої законодавством, забороняється.
( Пункт 1 статті 15 в редакції Закону N 3047-III ( 3047-14 ) від 
07.02.2002 )
2.  Ревізії  фінансово-господарської  діяльності    споживчих 
товариств, спілок та підпорядкованих їм підприємств проводяться їх 
ревізійними комісіями (ревізорами) або контрольно-ревізійним 
апаратом відповідних спілок чи аудиторськими організаціями.

## Реорганізація та ліквідація споживчого товариства,спілки
1. Реорганізація   та   ліквідація    споживчого   товариства 
провадиться за рішенням загальних зборів його членів або за 
рішенням суду, а в разі банкрутства - за рішенням господарського 
суду. ( Абзац перший пункту 1 статті 18 із змінами, внесеними 
згідно із Законами N 2687-XII ( 2687-12 ) від 14.10.92, N 762-IV 
( 762-15 ) від 15.05.2003 )
У  разі  ліквідації  споживчого  товариства  його  майно,  що 
залишилося після сплати членам товариства пайових та інших внесків 
і дивідендів на них, розрахунків по оплаті праці, виконання 
зобов'язань перед бюджетом, банками та іншими кредиторами, 
розрахунків із спілкою, розподіляється між членами, що входили до 
складу споживчого товариства.
2. Реорганізація та  ліквідація  спілки  споживчих  товариств 
провадиться за рішенням конференції, з'їзду з повідомленням про це 
спілки, до складу якої вона входить.
У разі  ліквідації  спілки  її  майно,  що  залишилося  після 
розрахунків по оплаті праці, виконання зобов'язань перед бюджетом, 
банками та іншими кредиторами, розподіляється між членами спілки.